# Rybárna (Modrava)
Rybárna (psáno dohromady jako Fischerhütten nebo odděleně Fischer Hütten nebo v jednotném čísle jako Fischer Hütte) je zaniklá samota, (někdy označovaná též jako samota na Rybárně) která se nacházela v údolí Roklanského potoka asi tři kilometry severozápadně od šumavské Modravy na cestě mezi Modravou a Javoří pilou při břehu Roklanského potoka. Tato samota stála v pomyslném „geografickém průniku“ tvořeném jižním úpatí Oblíku (1 225 m n. m.), jihozápadním úpatím Adamovy hory (1 078 m n. m.) a severním okrajem rozsáhlé Rybárenské slati, která byla po této samotě i pojmenována (Fischer Filz nebo také Fischerhüten Filz).

## Geografie

### Okolní hory
Rozptýlená osada Rybárna se nacházela asi 900 metrů vzdušnou čarou severovýchodním směrem od soutoku Javořího potoka (Ahornbach) s Roklanským potokem (Großmüllerbach) na Šumavě. Severně od Rybárny se tyčil Oblík (Steiningberg, 1 228 m n. m.) a Kostelní vrch (Kruheberg, 1 016 m n. m.); na severovýchodě pak Adamova hora (Adamsberg, 1 078 m n. m.); na jihovýchodě Modravská hora (Plohausen, 1 157 m n. m.); na jihu Rechenberg, (1 052 m n. m.); na západě Smrkový vrch (Schönfichten, 1 112 m n. m.) a na severozápadě Polom (Fallbaum, 1 139 m n. m.).

### Okolní slatě
Osada Rybárna byla obklopena rašeliništi. Na severovýchodě to byla Tříjezerní slať (Trreisenfilz), na východě pak Hochuferfilz, na jihovýchodě Haklfilz, na jihu to byla Rybárenská slať (Fischerhüttenfilz), na jihozápadě Fischerfilz a na západě Šárecká slať (Scharfilz).

### Sousední obydlená místa
Sousedními obydlenými místy (vzhledem k osadě Rybárna) byly: Nová Studnice, Zelenohorská Huť, Zelená Hora; na severu pak Schwartzův statek (Pfälzerhof) a Kaltenbrunn (osada neměla české jméno); na severovýchodě Schätzova Mýť, Adamova hora (Adamsberg) a Vchynice; na východě Sägfeiler (hájovna), Tetov a Brennten; na jihovýchodě Vchynice–Tetov II (Maderhäuser) a Modrava (Mader); na jihu Rechenberghütten a Roklanská hájovna (Roklanská chata) (Rachelhütte) a nakonec Javoří Pila (Ahornsäge) na severozápadě.

## Historie

### Původní samota Rybárna
Na konci 18. století byla na Roklanském potoce (Großmüllerbach) postavena sklárna, ale její výroba nebyla příliš úspěšná. Po ukončení sklářského provozu nechal tehdejší majitel Prášilského (ského) panství Josef II. ze Schwarzenbergu na cestě z Modravy (Mader) do Prášil () postavit malou osadu, jejíž obyvatelé žili z těžby dřeva.   
Až do roku 1938 se Rybářské chaty (Fischer Hütten) sestávaly celkem ze čtyř domů. Tři z nich se nacházely na levé straně Roklanského potoka, čtvrtý z nich pak na pravém břehu potoka na okraji Rybárenské slati a byl s levým břehem spojen dřevěnou lávkou (ta se nazývala Černá lávka – Schwarze Steg). Rybářské domky spadaly pod farnost Srní (Rehberg). Až do poloviny 19. století byly Rybářské chaty podřízeny Prášilům ().
Po zrušení vrchnostenské správy (v roce 1848) byla vedena Rybárna jako osada přičleněná (od roku 1850) k obci Stadler (respektive Stadlern I. Antail) ve správním okrsku (okrese) Kašperské Hory (Bergreichenstein). Od roku 1868 patřila Rybárna pod okrsek (okres) Sušice (Schüttenhofen). V roce 1934 získala obec Stadler (v rámci tzv. Stodůleckého podílu, I. díl) nový název Srní (Rehberg). Po Mnichovské dohodě (30. září 1938) byla Rybárna přičleněna k Německé říši. V letech 1939 až 1945 patřila tato osada do bavorského okresu Bergreichenstein (Kašperské Hory).
Po druhé světové válce byla osada Rybárna v důsledku poválečného odsunu německého obyvatelstva z této pohraniční části Šumavy opuštěna. (Ze staré osady Rybárna nezůstaly žádné pozůstatky, dnes (2020) najdete, při troše štěstí, snad jen vegetací zarostlé nevýrazné zbytky základových zdí.) 

### HájovnaSägfeiler(Frühauf)
Název Rybárna byl následně přenesen a použit pro panskou hájovnu (původně zvanou Sägfeiler), která se nacházela 1 200 metrů vzdušnou čarou východně od zaniklých Rybářských domků (od původní samoty Rybárna). Zároveň bylo označení Rybárna použito i na celé okolí rozcestí tam, kde se od cesty Modrava – Javoří Pila odděluje cesta stoupající svahem k Tříjezerní slati. Tato hájovna (dům číslo popisné 52 na stavební parcele 58/1) stála na vyvýšeném levém břehu nad Roklanským potokem asi 90 metrů od křižovatky s prudce do kopce stoupající odbočkou od Roklanského potoka k Tříjezerní slati (Dreiseenfilz). (Na katastrálních mapách byl tento objekt označován jako Vchynice-Tetov číslo popisné 52.) V mapě Prášilského panství z roku 1872 je tato samota pojmenována jako Frühauf. Hájovna Rybárna byla zbořena (neznámo přesně kdy) někdy po druhé světové válce (pravděpodobně v 50. letech 20. století) po vybudování vojenského výcvikového prostoru (VVP) Dobrá Voda. 

### Hájovna – rekreační objekt
Asi 300 metrů jihovýchodním směrem od místa, kde stávala hájovna Frühauf (Sägfeiler) byl v roce 1938 (Některé prameny datují vznik tohoto objektu až na dobu kolem poloviny 20. století.) vybudována nová hájovna ve tvaru písmene „U“, jenž byl charakteristický pro schwarzenberské lesovny. List Plzeňský kraj ze dne 19. srpna 1938 o tom referoval následovně: „V Modravě Na Rybárně staví se hájenka státních lesů. Sestává ze dvou dílců, a sice z obytné budovy a z budovy hospodářské. Budova obytná jest dřevěná, srubová a budova hospodářská jest z kamene.“ Objekt při Roklanském potoku vzdálený asi 2,5 km od Modravy sloužil lesním zaměstnancům i v období socialismu. Dnes (2020) je to soukromé rekreační zařízení. Na katastrálních mapách je tento objekt označován jako Vchynice-Tetov II číslo popisné 109. Na leteckém snímku z roku 1949 (pořízeném předchůdcem dnešního Vojenského geografického a hydrometeorologického úřadu (VGHMÚř) v Dobrušce) jsou znázorněny jak objekt původní hájovny Frühauf (Sägfeiler) tak i nový objekt tvaru písmene „U“.

## Okolí penzionu Rybárna
V blízkosti současné (rok 2020) Rybárny, jejíž jméno je odvozeno z německého tvaru příjmení Fischer (rybář), jehož nositel byl posledním zdejším lesníkem, je na křižovatce cest odpočívadlo s informační tabulí a turistickým rozcestníkem. Červeně značená turistická trasa z rozcestí Rybárna vede podél Roklanského potoka k rozcestí Javoří pila a dále pak (po modré) na Oblík nebo (dále po červené) na Poledník. Další možností je postupovat z rozcestí Rybárna stoupáním po cyklotrase číslo 2122 ke Tříjezerní slati.

## Galerie

Okolí Rybárny
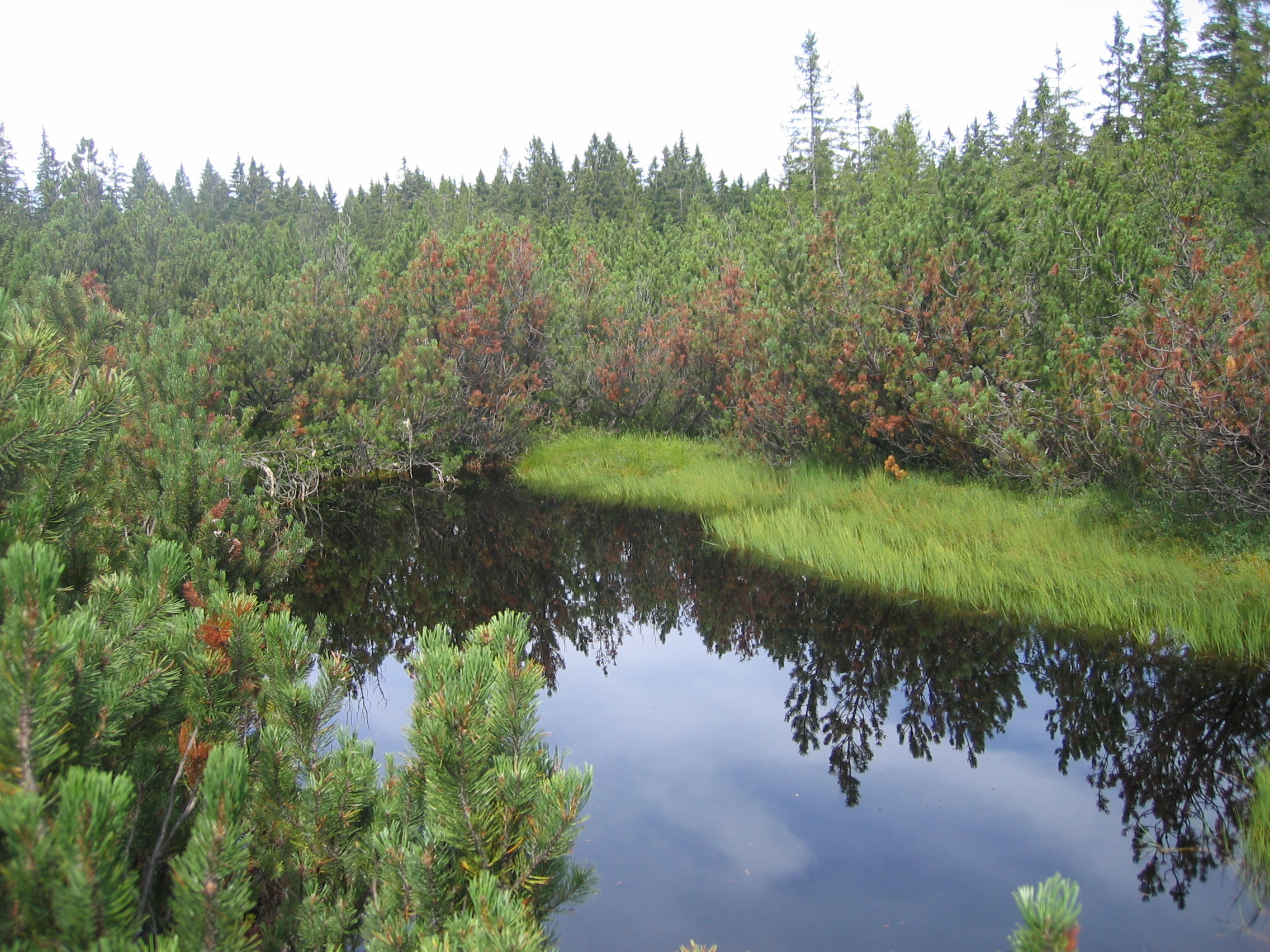
Tříjezerní slať
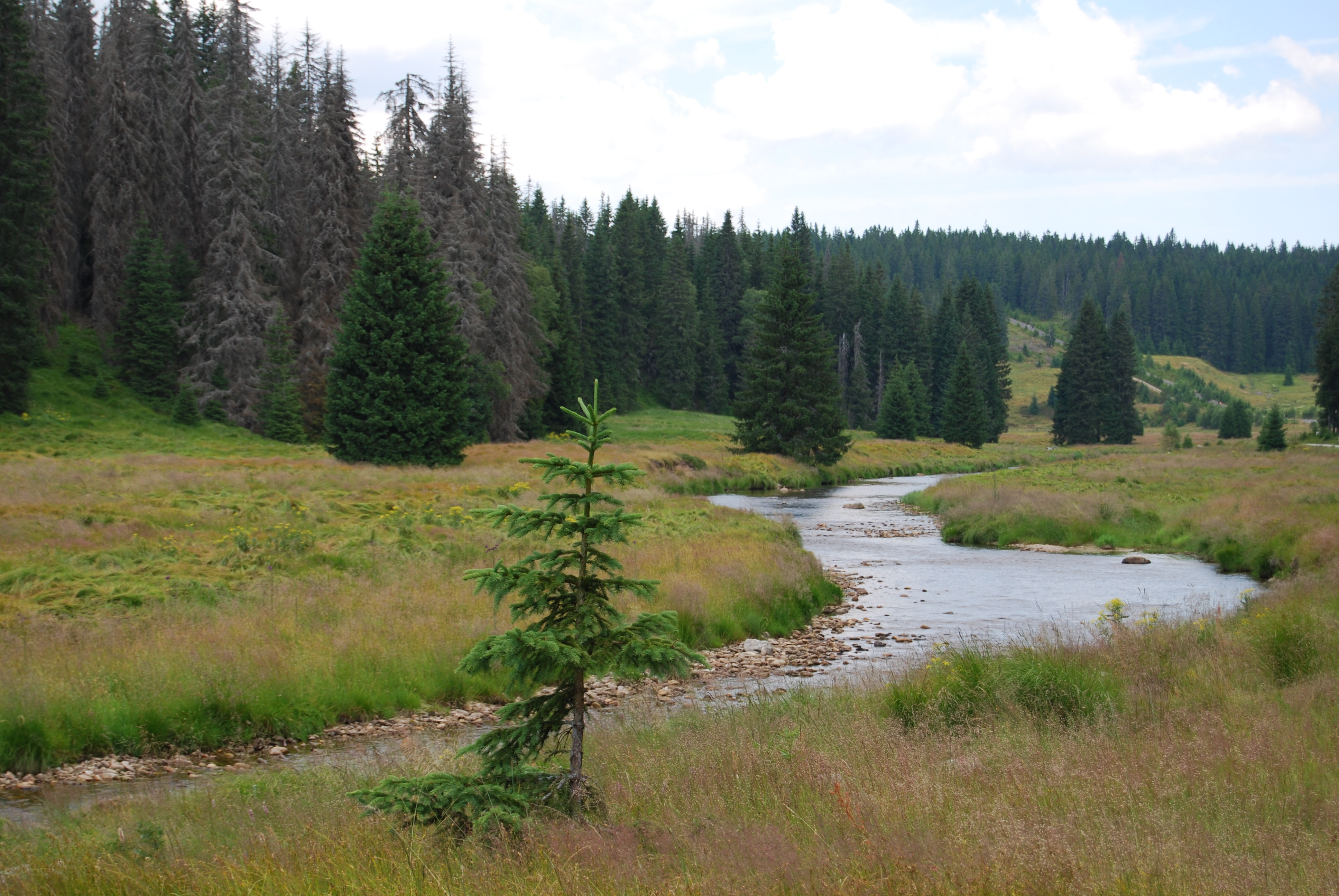
Pohled na okolí Roklanského potoka
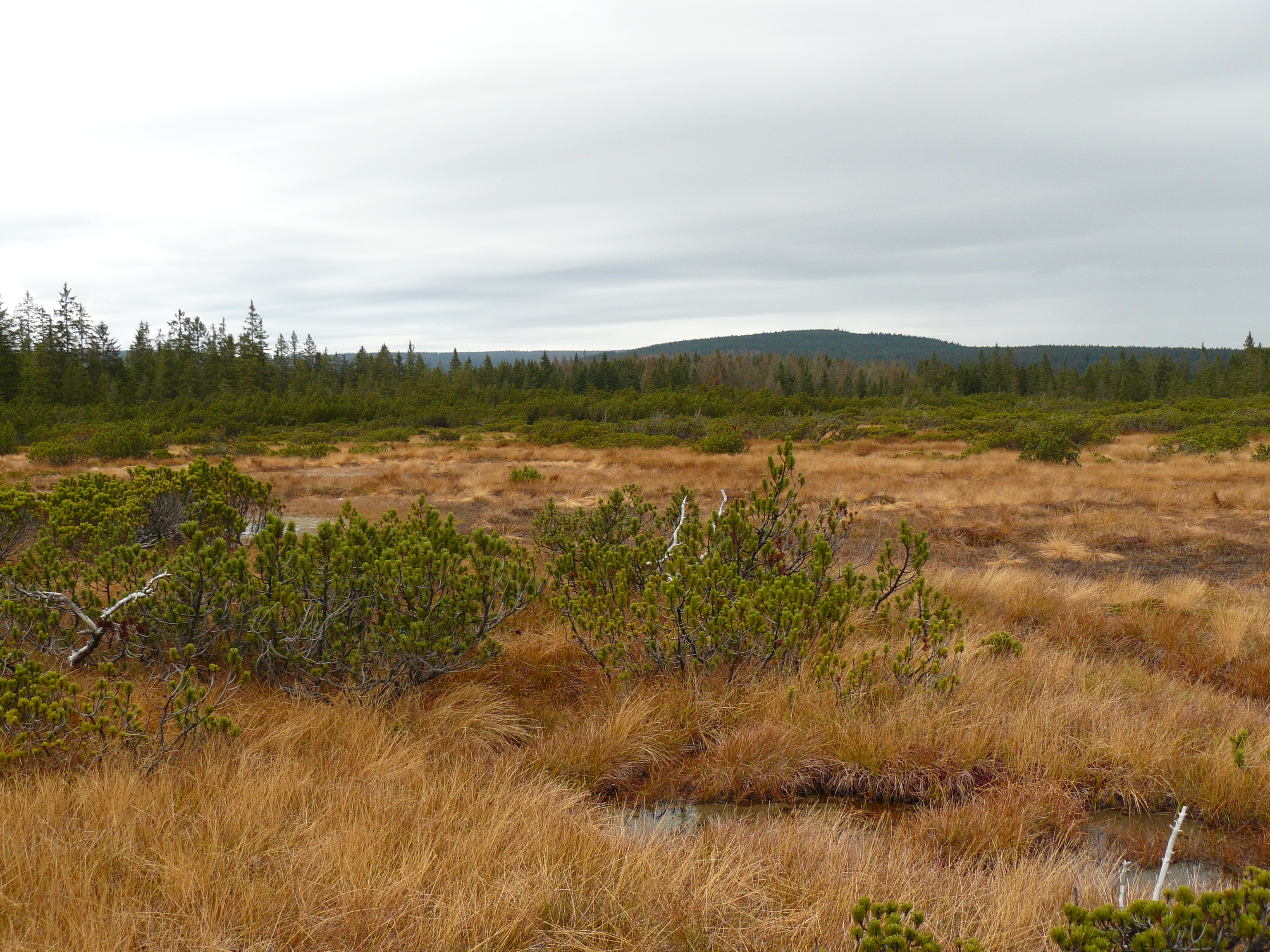
Mlynářská slať